# 艾格尼斯·德米尔

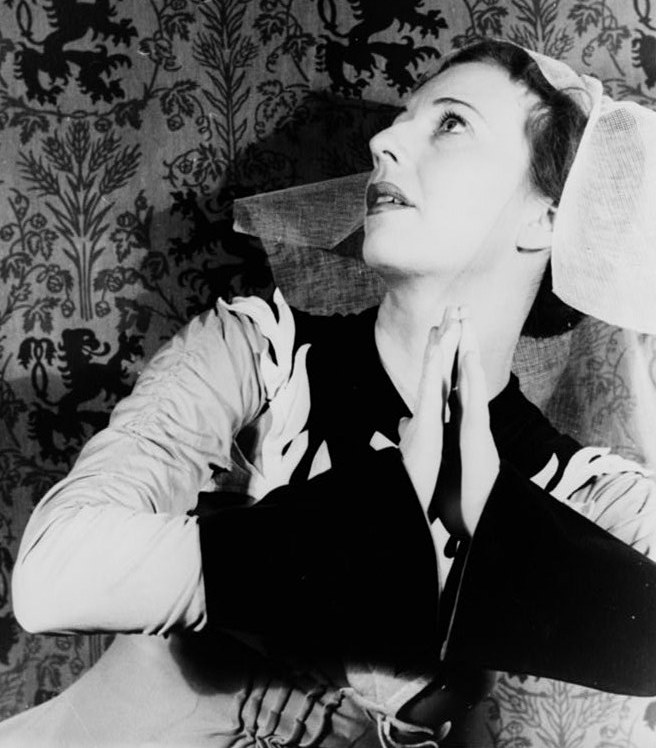
艾格尼斯·德米尔

艾格尼斯·德米尔（1905年9月18日—1993年10月7日）是一位美国舞蹈家和编舞家。她的叔叔是塞西爾·德米爾。她的母亲是亨利·乔治的女儿。她的祖母是德裔犹太人。 
1973年，艾格尼斯·德米尔入选美国戏剧名人堂。她還拿過托尼奖最佳编舞奖（1947年）。1986年，她被授予国家艺术奖章。 